# Apáti
Apáti (románul Apateu), falu Romániában, Arad megyében.

## Fekvése
Borosjenőtől 22 km-re észak-északnyugatra fekszik.

## Története
Apáti Árpád-kori település. Nevét az oklevelek 1219-ben említették először Apati néven. 
1333-ban már templomos helynek írták, lakói magyarok voltak.
1453-ban említették birtokosa nevét is: ekkor a Keczer család birtoka volt, 1497-ben pedig a Micskeiek voltak birtokosai. 
1851-ben báró Ditrich család birtoka. Ekkor 3022 lakosa volt.
1910-ben 2873 lakosából 2658 román és 183 magyar volt. A trianoni békeszerződésig Arad vármegye Borosjenői járásához tartozott. 1992-ben társközségeivel együtt 3960 lakosából 3897 román, 60 cigány és 2 magyar volt.

## Nevezetességek
- 1437 szeptemberében a Budai Nagy Antal vezette parasztfelkelésben itt aratott győzelmet a parasztsereg a nemesség serege felett.

- Váraskeszi várának maradványai - a falutól délnyugatra.